# Cesiocenopiroclor
El cesiocenopiroclor és un mineral de la classe dels òxids que pertany al grup del piroclor.

## Característiques
El cesiocenopiroclor és un òxid de fórmula química □Nb₂(O,OH)₆Cs1−x (x ∼ 0.20). Presenta una combinació única d'element, sent l'únic mineral conegut amb cesi i niobi com a elements essencials. Va ser aprovada com a espècie vàlida per l'Associació Mineralògica Internacional l'any 2016. Cristal·litza en el sistema isomètric.
L'exemplar que va servir per a determinar l'espècie, el que es coneix com a material tipus, es troba conservat a les col·leccions del Museu Mineralògic Fersmann, de l'Acadèmia de Ciències de Rússia, a Moscú (Rússia), amb el número de registre: 4954/1.

## Formació i jaciments
Va ser descoberta a les pegmatites de Tetezantsio, al camp de pegmatites de Tetezantsio-Andoabatokely, a Betafo (Vakinankaratra, Madagascar). Es tracta de l'únic indret de tot el planeta on ha estat descrita aquesta espècie mineral.